# Воронок (платформа)
Вороно́к — остановочный пункт хордовой линии Мытищи — Фрязево Ярославского направления Московской железной дороги. Расположен в городе Щёлково Московской области. Воронок — главные «ворота» города Щёлково (сама станция Щёлково находится далеко от основных жилых районов, и пассажиров на ней меньше).
Платформа получила своё название по имени р. Воронок, которая протекает и ныне, пересекает ж.д. в 700 м от платформы (современное название р. Поныри).
Оборудована турникетами. В 2008 году завершилась реконструкция обеих платформ и строительство пешеходного мостика через пути.
Время движения от Ярославского вокзала — около часа, от станции Фрязево — около 55 минут.
C 3 апреля 2012 года является промежуточным остановочным пунктом для скоростного электропоезда «РЭКС» (ранее — «Спутник»), следующего по маршруту Монино — Ярославский вокзал и обратно.

## Транспорт
Автобусы:
- 2 (ул. Полевая — пл. Воронок — Образцово)
- 4 (ул. Широкая — завод «Спецмонтажизделие»)
- 7 (пл. Воронок — Щёлково-7)
- 20 (пл. Воронок — Орлово)
- 23 (пл. Воронок — Новая Слобода)

Микроавтобусы:
- 6 (пл. Воронок — ул. Полевая)
- 7 (пл. Воронок — Щёлково-7)
- 44 (мкр. Заречный — пл. Загорянская)
- 49 (пл. Воронок — Мишнево)
- 51 («Глобус» — пл. Загорянская)
- 55 (пл. Воронок — ст. Ивантеевка)
- 10 (Жегалово — Жегалово)